# Tripodion tetraphyllum
Ne doit pas être confondu avec Tetrapodion.
Genre
Espèce
Classification phylogénétique
Tripodion tetraphyllum est une espèce de plantes à fleurs de la famille des Fabaceae, du genre monotypique Tripodion, originaire du bassin méditerranéen.

## Description
Tripodion tetraphyllum est une plante annuelle prostrée.
Toute la plante porte une pilosité dense et très fine.
Les feuilles, composées, ont quatre ou cinq folioles irréguliers, cette variation de leur nombre expliquant les deux épithètes spécifiques : tetraphyllum (celui de Linné) et pentaphyllum (celui de Bauhin). La taille du foliole terminal est près de trois fois plus importante que celle des autres folioles.
Sa fleur, au calice très renflé, a des étamines diadelphes qui sont caractéristiques du genre.
La gousse a deux graines. Le péricarpe du fruit a un tissu très fin et soyeux.
Tripodion tetraphyllum compte 16 chromosomes.

## Distribution
Le genre est originaire du pourtour méditerranéen : Espagne, France méridionale, Italie.

## Liste des espèces
La liste des espèces est issue des index IPNI (The International Plant Names Index), du jardin botanique du Missouri (Tropicos) et The Plant List à la date de septembre 2012, avec une recherche bibliographique sur la bibliothèque numérique Biodiversity Heritage Library. L'unique espèce conservée dans le genre et sa sous-espèce sont mises en caractères gras :
- Tripodion graecum (Boiss.) Lassen (1986) : voir Hammatolobium lotoides Fenzl - synonyme : Hammatolobium graecum Boiss.
- Tripodion kremerianum (Coss.) Lassen (1986) : voir Hammatolobium kremerianum (Coss.) C.Mueller - synonyme : Ludovicia kremeriana Coss.
- Tripodion lotoides Medik. (1787) : voir Tripodion tetraphyllum
- Tripodion tetraphyllum (L.) Fourr. (1868)
  - Tripodion tetraphyllum subsp. purpureum (Maire & Wilczek) Dobignard (2012) - synonyme : Anthyllis tetraphylla var. purpurea Maire & Wilczek

## Historique et position taxinomique
L'espèce Tripodion tetraphyllum est décrite en 1623 par Gaspard Bauhin sous le nom de Lotus pentaphyllos vesicaria comme quatrième espèce de la subdivision du genre Lotus : Lotus pentaphyllos siliqua convexa. Gaspard Bauhin relève trois autres dénominations à l'époque : Dorycnio similis, Trifolium vesicarium et Trifolium halicacabum sive vesicarium (en 1588 du Hortus Medicus et Philosophicus de Joachim Camerarius le Jeune).
En 1700, Joseph Pitton de Tournefort la place dans le genre Vulneraria : Vulneraria pentaphyllos (en référence à Gaspard Bauhin).
En 1753, Carl von Linné redécrit rapidement l'espèce dans le genre Anthyllis en en faisant l'espèce type : Anthyllis tetraphylla.
En 1778, Jean-Baptiste de Lamarck suit Tournefort en la replaçant dans le genre Vulneraria : Vulneraria vesicaria.
Le genre Tripodion est décrit en 1787 par Friedrich Kasimir Medikus sur la base de l'espèce Anthyllis tetraphylla L. qu'il renomme Tripodion lotoides Medik., probablement en souvenance de Gaspard Bauhin (qui l'avait placée dans le genre Lotus). Friedrich Kasimir Medikus emprunte le nom de Tripodion à Dioscoride qui signale ce nom pour le lotier rouge (Lotus tetragonolobus), ce que signale aussi Michel Adanson dans Famille des plantes en 1763.
En 1840, Pierre Edmond Boissier crée un nouveau genre : Physanthyllis sur la base de Anthyllis tetraphylla L. en reproduisant presque la même description que Medikus. Il s'agit de l'unique espèce de ce genre qui est donc synonyme de Tetrapodion.
En 1868, Jules Pierre Fourreau renomme Physanthyllis tetraphylla Boiss. en Tripodion tetraphyllum ce qui en fait l'unique espèce du genre.
En 1949, Alfred Rehder fait du genre Tripodion un synonyme du genre Anthyllis. Certains index (Botanique.org par exemple) et études (américaines) continuent de suivre cette position erronée malgré les dernières études phylogénétiques.
Ces études phylogénétiques récentes séparent parfaitement le genre Tripodion du genre  Anthyllis et d'autres genres beaucoup plus proches comme Hammatolobium et Cytisopsis et encore Lotus, Coronilla, Hyppocrepis et Scorpiurus,,.
Le genre est classé dans la sous-famille des Faboideae et dans la tribu des Loteae, cette tribu étant remise en cause par les récentes études phylogénétiques.
Tripodion tetraphyllum compte une sous-espèce :
- Tripodion tetraphyllum subsp. purpureum (Maire & Wilczek) Dobignard

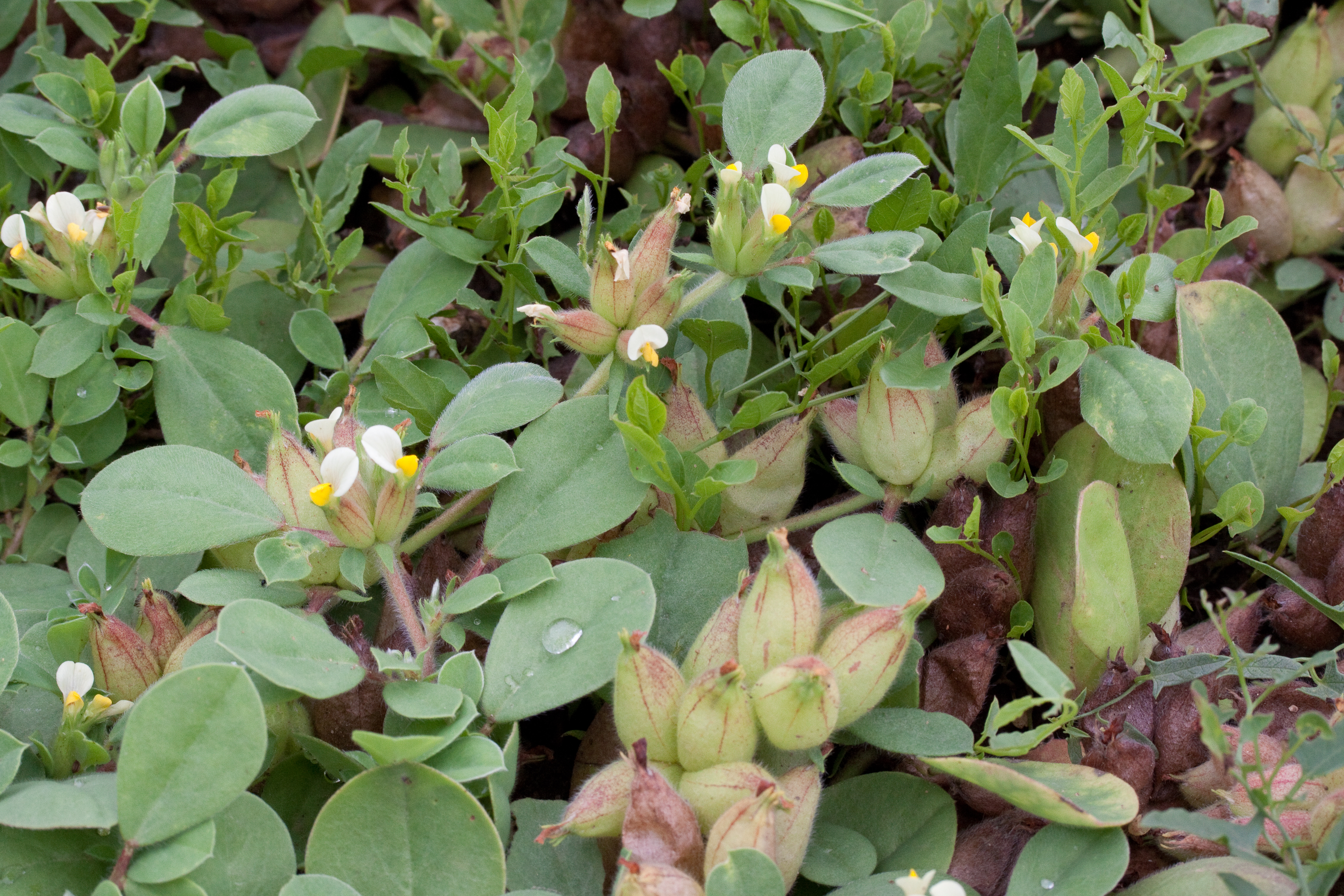
Jeunes gousses.
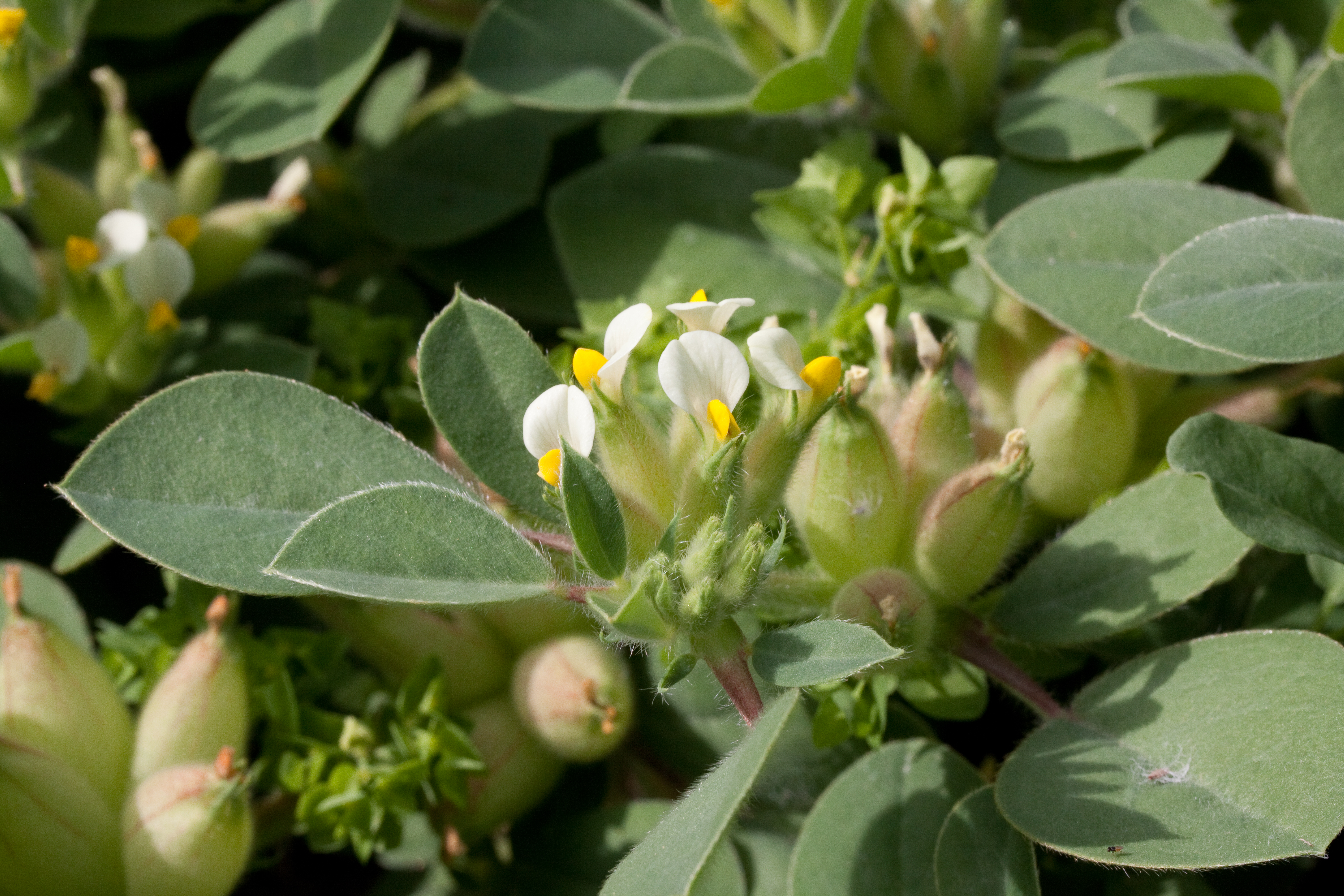
Jeunes gousses.
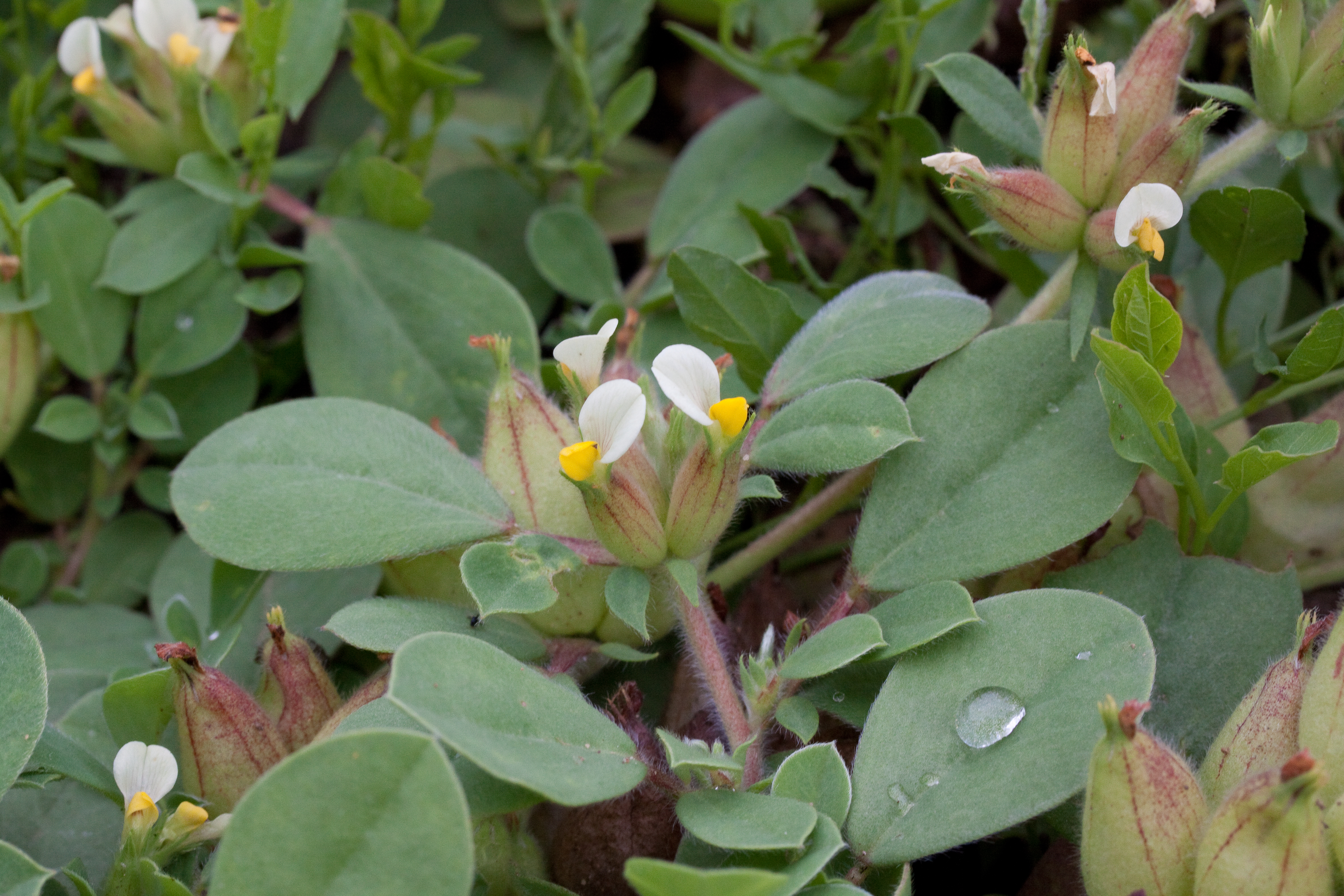
Fleurs et jeunes gousses.
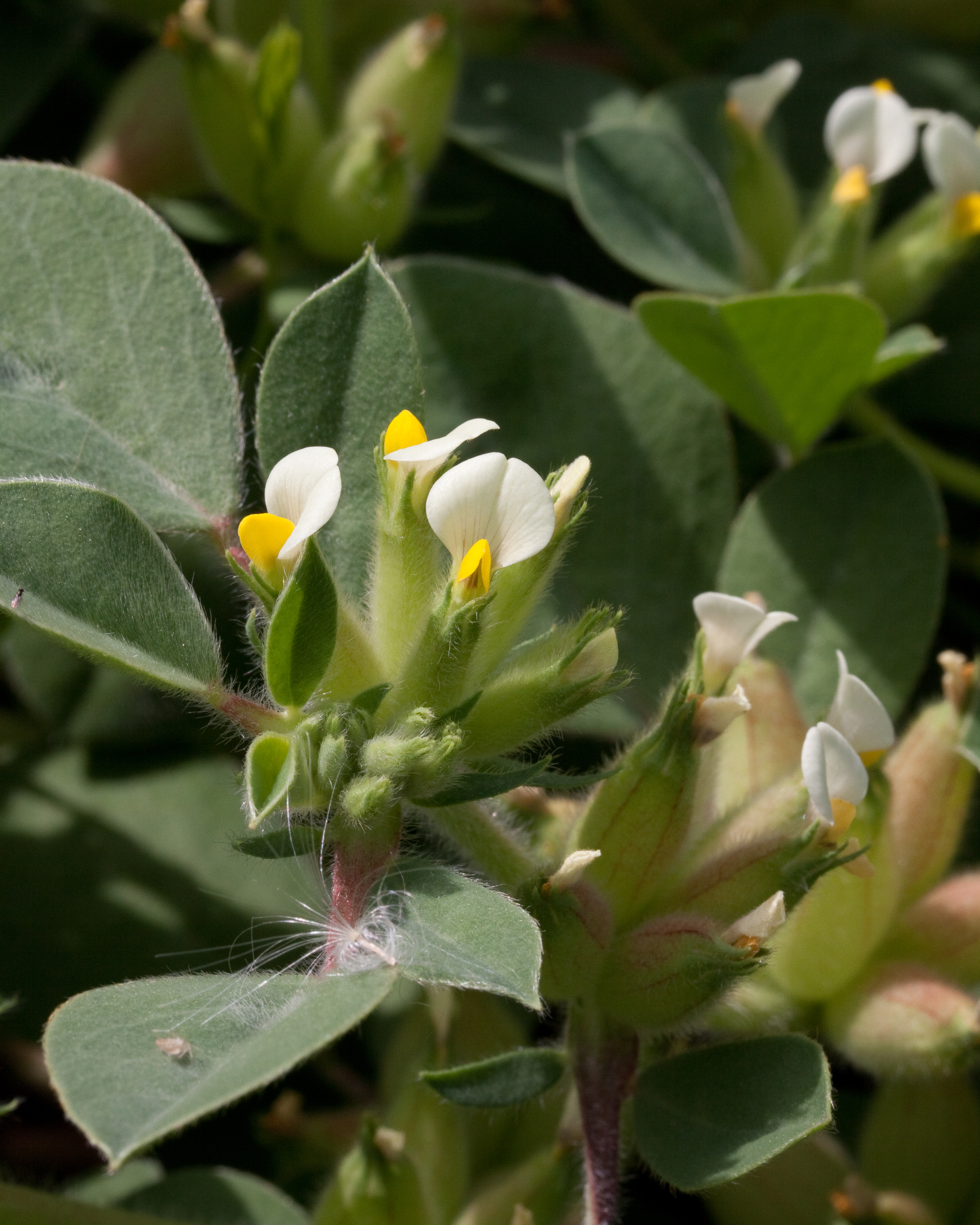
Fleurs.
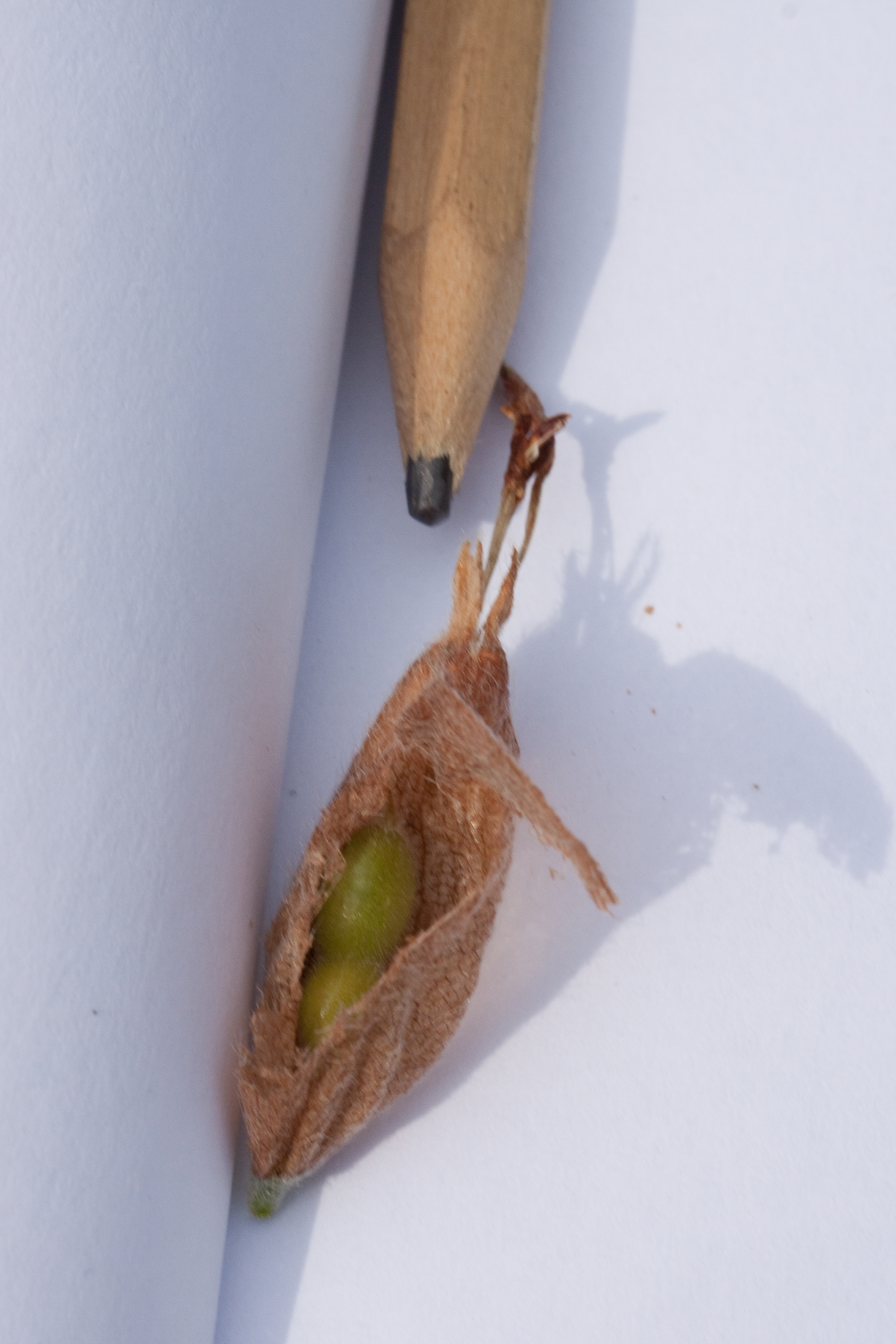
Gousse et jeunes graines.
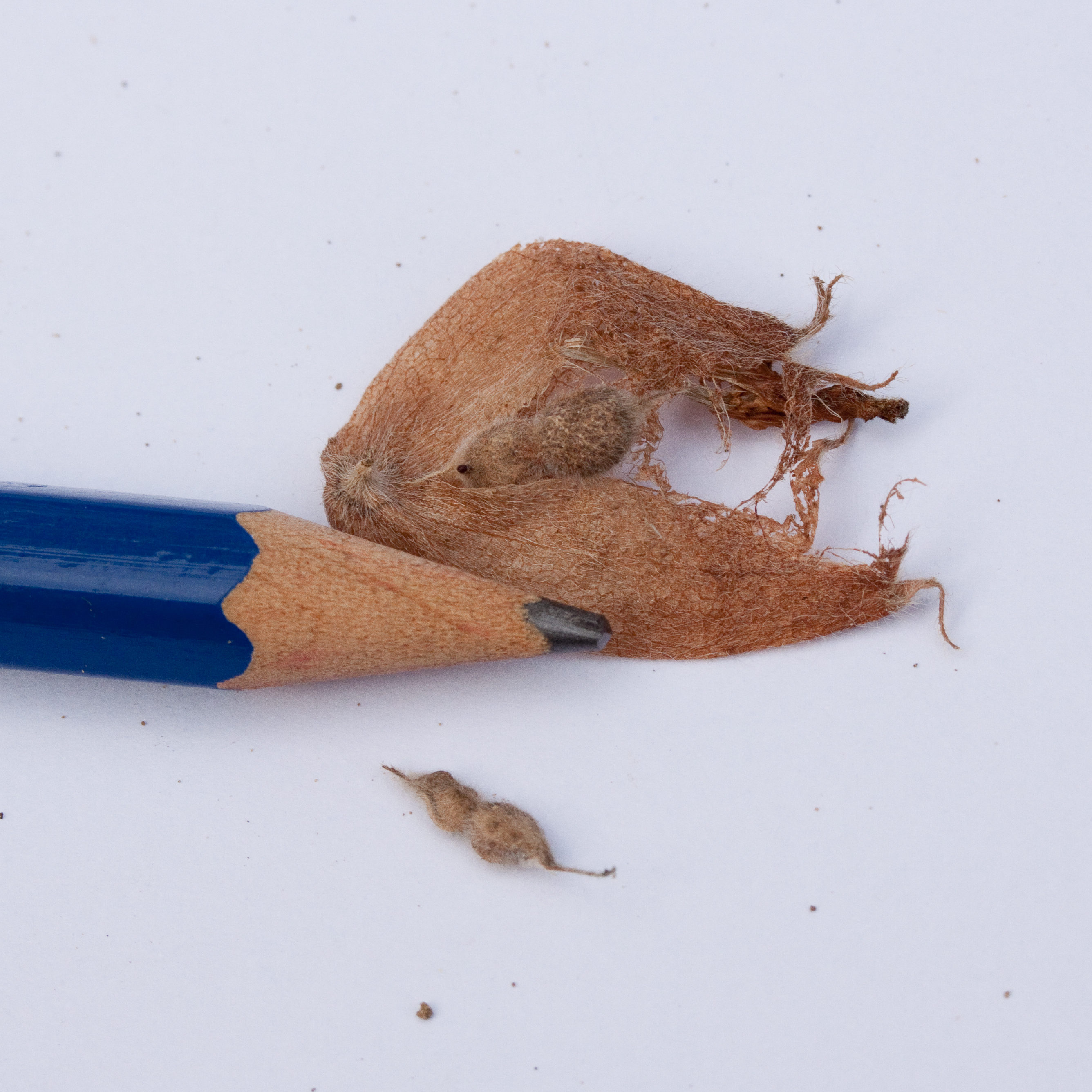
Gousse et graines (graines avortées d'une autre gousse en bas).
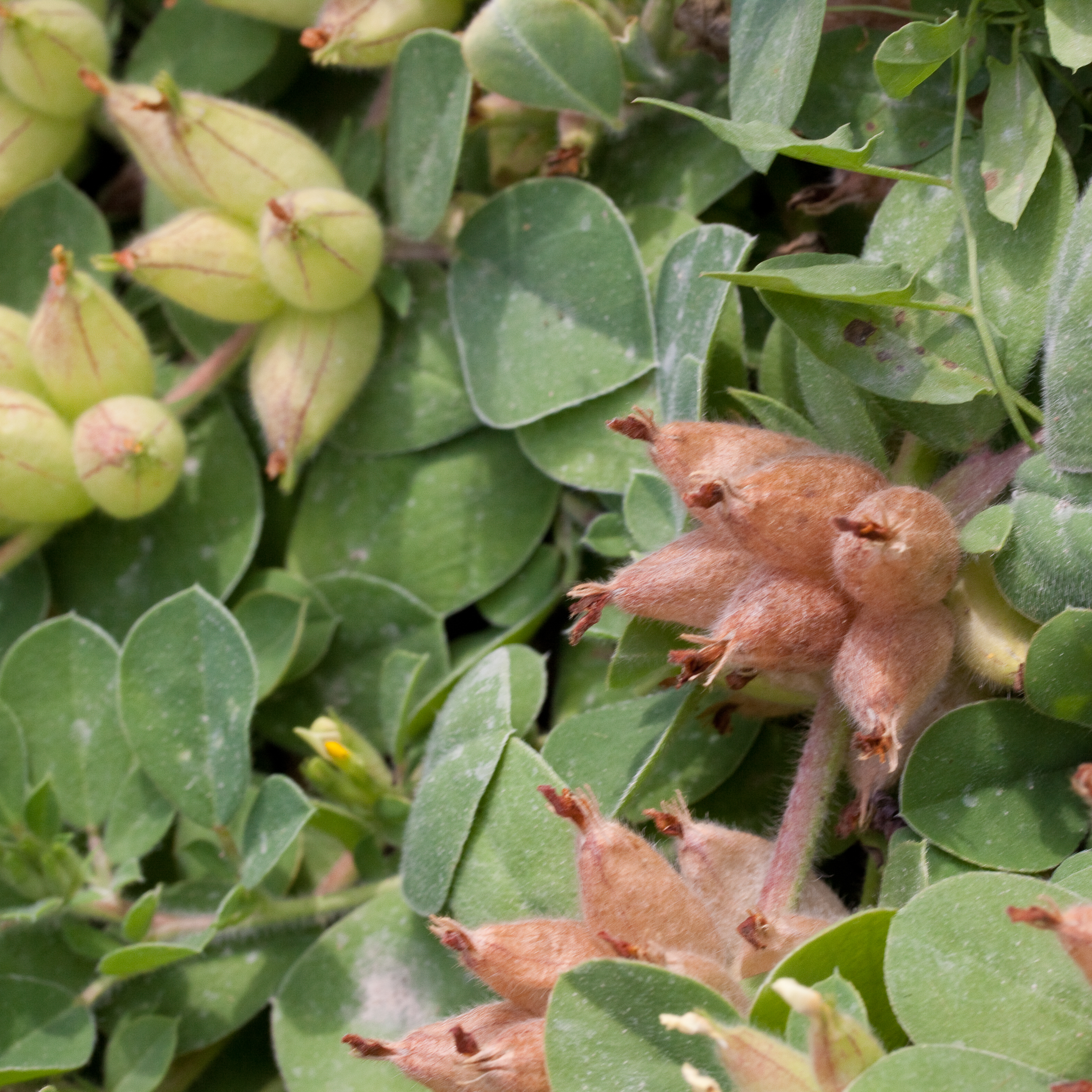
Plante et gousses.
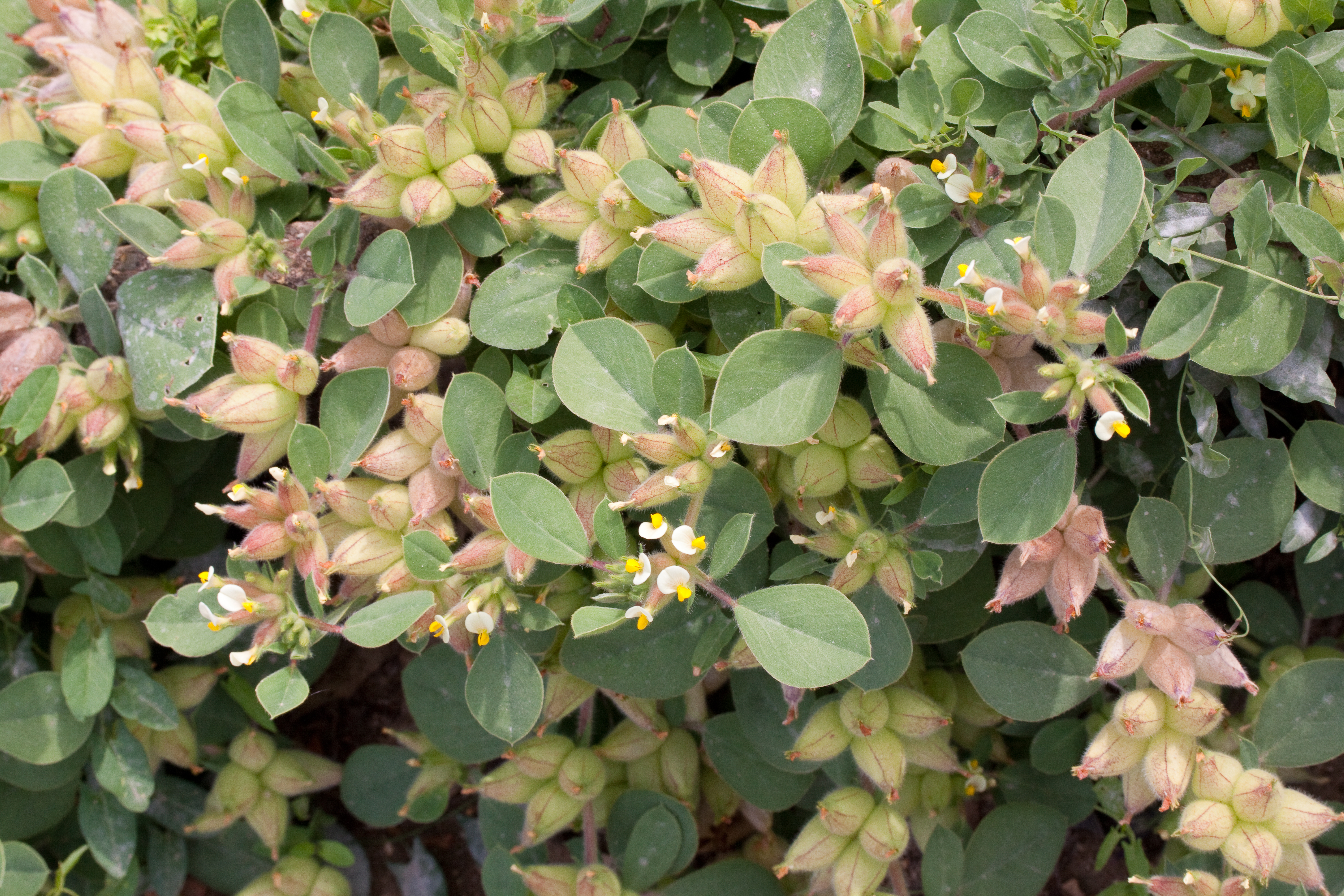
Plante en floraison et jeunes gousses.